# Рожков, Михаил Федотович
Михаи́л Федо́тович Рожко́в (30 августа 1918 — 18 июня 2018, Москва) — советский и российский балалаечник-виртуоз. Народный артист Российской Федерации (1994).

## Биография
Родился 30 августа 1918 года в селе Крюковка в многодетной семье, младший из семи сыновей. Отец — Федот Фёдорович (1883—?), мать — Варвара Фёдоровна (1884—?).
В 1934 году поступил в Ленинградское музыкальное училище имени М. П. Мусоргского, на отделение домры. Позже перевёлся на отделение балалайки. Учился вместе с Павлом Нечепоренко, также известным балалаечником.
В 1936 году, ещё будучи студентом третьего курса, стал выступать в оркестре имени Андреева.
В РККА с 1939 года. Воинскую службу начал красноармейцем в оркестре балалаечников Центрального дома Красной Армии. С 1941 года участник Великой Отечественной войны. В составе Краснознамённого ансамбля прошёл боевой путь от Калинина до Кёнигсберга. День Победы младший сержант Рожков встретил в Риге. В 1946 году в звании старшего сержанта был демобилизован.
В 1946 году создал балалаечный дуэт с Геннадием Быковым, совместно с которым записал свою первую пластинку. До 1948 года оба работали в Москонцерте, затем Рожков решил продолжить музыкальное образование. В 1949 году дуэт окончательно распался из-за ареста Быкова.
В 1953 году окончил факультет народных инструментов Московского музыкально-педагогического института имени Гнесиных по классу балалайки (педагог А. И. Илюхин). После окончания Гнесинки некоторое время преподавал в ней, а также руководил эстрадным оркестром Москонцерта.
В 1958 году создал первый профессиональный дуэт балалайки и гитары совместно с Георгием Миняевым. Дуэт гастролировал в СССР и за рубежом в течение пятнадцати лет. После смерти Миняева гастролировал с пианисткой Светланой Сорокиной, а затем с гитаристом Юрием Черновым. Поклонниками его творчества были народные артисты СССР Любовь Орлова, Пётр Глебов, Леонид Утёсов и многие другие.
Исполнения Рожкова можно услышать в более чем пятидесяти фильмах, среди них «Василий Андреев», «Война и мир», «Течёт Волга», «А зори здесь тихие…», «Простая история», «Тени исчезают в полдень», «Одни» (про балалайку) и другие.
Похоронен на Троекуровском кладбище.

## Награды
- Орден За заслуги перед Отечеством IV степени (8 августа 1998) — за высокое исполнительское мастерство и большой вклад в развитие народной музыки[5].
- Орден Отечественной войны II степени (11 марта 1985, вручён 6 апреля 1985).
- Медаль «За боевые заслуги» (8 февраля 1943).
- Медаль «За взятие Кенигсберга» (9 июня 1945, вручена 31 октября 1945).
- Народный артист Российской Федерации (29 декабря 1994) — за заслуги в области искусства[6].
- Заслуженный артист РСФСР (12 июля 1968).
- Нагрудный знак РФ «За вклад в российскую культуру» (2018, Министерство культуры Российской Федерации)[7].
- лауреат I Всесоюзного конкурса мастеров эстрадного искусства